# Вагнер, Давид
Дави́д Ва́гнер (нем. David Wagner; 19 октября 1971, Требур) — немецкий и американский футболист и футбольный тренер.

## Карьера игрока
Начинал карьеру профессионального футболиста Вагнер во франкфуртском «Айнтрахте», но там ему не удалось пробиться в состав. В 19 лет он оказался в клубе Второй Бундеслиги «Майнц 05», где играл вместе с Юргеном Клоппом, с которым они вскоре стали лучшими друзьями. Поначалу вместе они составляли пару нападающих, но затем тренер перевёл Клоппа в оборону. Вагнер провёл в Майнце четыре года, после чего ушёл на повышение в «Шальке 04». Вместе с этим клубом он в 1997 году выиграл Кубок УЕФА. Отыграв всего два года в первой Бундеслиге, Вагнер вернулся во второй дивизион с клубом «Гютерсло», а после 1999 года играл в региональных лигах. Игровую карьеру он завершил в 2005 году.
В начале карьеры Вагнер выступал за юношеские и молодёжные сборные Германии, но только в товарищеских матчах. В 1996 году главный тренер американцев Стив Сэмпсон пригласил его в сборную США по рекомендации одноклубника Давида по «Шальке 04» Томаса Дули, хотя ни разу не видел его в игре. Всего за американскую сборную Давид сыграл за два года 8 матчей, а в заявку на чемпионат мира 1998 года не попал.

## Тренерская карьера
После завершения игровой карьеры Вагнер пять лет проучился в Дармштадтском техническом университете, получив степень по биологии и спортивной науке. По его словам, обучение помогло ему в тренерской работе — он стал понимать процессы, проходящие в телах своих игроков. В 2007—2009 годах Вагнер работал с юношескими командами «Хоффенхайма», но затем вновь оставил футбол и обучался на педагога.
В футбол Вагнер вернулся в 2011 году, когда Юрген Клопп позвал его на тренерскую должность в дортмундскую «Боруссию». 1 июля 2011 года был назначен главным тренером немецкого клуба «Боруссия II» (Дортмунд). В первый же сезон он вывел команду в третий дивизион Германии. Всего же со второй командой дортмундцев командой Вагнер проработал четыре года, а летом 2015 года, после ухода с должности главного тренера первой «Боруссии» Клоппа, стал искать варианты для продолжения карьеры. В ноябре 2015 года он покинул команду для возможности трудоустройства в другом клубе. Ряд СМИ предположил, что Вагнер присоединится к Клоппу в «Ливерпуле».
5 ноября 2015 года был назначен главным тренером английского клуба «Хаддерсфилд Таун». Вагнер пригласил в качестве своего ассистента Кристофа Бюлера, с которым работал в «Боруссии». Сезон 2015/16 «терьеры» завершили на 19-м месте в Чемпиошипе.
В сезоне 2016/17 «Хаддерсфилд» провёл первые шесть туров Чемпионшипа без поражений и в начале сентября возглавлял турнирную таблицу. В итоге команда завершила сезон на 5-м месте, что давало право сыграть в плей-офф за выход в высший дивизион. 29 мая 2017 года «Хаддерсфилд Таун» одержал победу над «Редингом» в финале плей-офф Чемпионшипа и обеспечил себе выход в Премьер-лигу сезона 2017/18.
Перед началом сезона 2017/18 Вагнер подписал с «Хаддерсфилдом» новый контракт на два года. Президент клуба Дин Хойл пообещал, что тренер сохранит должность даже в случае вылета клуба из Премьер-лиги в первом сезоне. В итоге «Хаддерсфилд» под руководством Вагнера сумел остаться в Премьер-лиге, заняв 16-е место.
9 мая 2019 года немецкий клуб «Шальке 04», претерпевающий кризис, назначил своего бывшего игрока Давида Вагнера новым главным тренером «кобальтовых». Контракт подписан до 2022 года. 27 сентября 2020 года «Шальке 04» отправил в отставку главного тренера команды Вагнера в связи с тем, что серия без побед в чемпионате составляла 18 матчей. Последнюю победу в Бундеслиге команда одержала 17 января 2020 года во встрече с мёнхенгладбахской «Боруссией» (2:0).

## Личная жизнь
Вагнер родился в Германии в семье американского военнослужащего и немки. Затем семья недолго жила в Лос-Анджелесе, а после развода родителей Давид с матерью переехал во Франкфурт. С отцом он больше не контактировал. Себя Давид всегда считал немцем, его родной язык — немецкий, а с английским у него были проблемы даже во время выступлений за сборную США.
Вагнер женат, имеет двух дочерей. Он был шафером на свадьбе Юргена Клоппа.

## Тренерская статистика
| Команда                | Начало работы | Завершение работы | Показатель | Показатель | Показатель | Показатель | Показатель | Прим.        |
| Команда                | Начало работы | Завершение работы | М          | В          | Н          | П          | % побед    | Прим.        |
| ---------------------- | ------------- | ----------------- | ---------- | ---------- | ---------- | ---------- | ---------- | ------------ |
| Боруссия II (Дортмунд) | 1 июля 2011   | 1 ноября 2015     | 164        | 57         | 47         | 60         | 034,8      | [ 3 ] [ 14 ] |
| Хаддерсфилд Таун       | 9 ноября 2015 | 14 января 2019    | 154        | 51         | 33         | 70         | 033,1      | [ 15 ]       |
| Шальке 04              | 1 июля 2019   | 27 сентября 2020  | 40         | 12         | 12         | 16         | 030,0      | [ 16 ]       |
| Янг Бойз               | 1 июля 2021   | 7 марта 2022      | 40         | 19         | 12         | 9          | 047,5      |              |
| Норвич Сити            | 6 января 2023 | 17 мая 2024       | 75         | 31         | 17         | 27         | 041,3      |              |
| Итого                  | Итого         | Итого             | 473        | 170        | 121        | 182        | 035,9      |              |

## Достижения

### В качестве игрока
Шальке 04
- Обладатель Кубка УЕФА: 1996/97[6][17]

### Тренерские достижения
Хаддерсфилд Таун
- Победитель плей-офф Чемпионшипа (выход в Премьер-лигу): 2017
- Тренер месяца в Чемпионшипе (2): август 2016, февраль 2017
- Тренер года в Чемпионшипе: 2016/17
- Тренер месяца английской Премьер-лиги: август 2017